# Lisica (zviježđe)
Lisica (lat. Vulpecula) jedno je od 88 modernih zviježđa. Slabije vidljivo zviježđe sjeverne polutke pozicionirano usred Ljetnog trokuta.
U ovom zviježđu nema zvijezda sjajnijih od 4. magnitude. Najsjajnija zvijezda u Lisici je crveni div Anser s prividnom magnitudom 4,44
U ovom zviježđu su Jocelyn Bell i Antony Hewish otkrili prvi pulsar; PSR B1919+21

## Važniji objekti
- Dvostruka zvijezda: Alfa Vul
- Zvjezdana skupina: Cr 399 (ne postoji u Messierovom katalogu)[1]
- Planetarna maglica: M 27
- Pulsari: CP 1919 ili PSR 1919+21